# 신예진 (1993년)
신예진(申藝眞, 1993년 11월 17일 ~ )은 대한민국의 제9대 서울특별시 중랑구의원이었다.

## 학력
- 중앙대학교 식품공학과 학사 졸업
- 2023 중앙대학교 대학원 의회학과 석사과정 재학

## 경력
- DYB 최선어학원 대표 강사
- 중랑미래교육지구 운영협의회 위원
- 중랑구 체육진흥기금운용심의위원회 위원
- 중랑구 청년정책위원회 위원
- 중랑구 지역보건의료심의위원회 위원
- 중랑구 식품진흥기금심의위원회 위원
- 중랑구 마을공동체위원회 위원
- 중랑구 교육발전위원회 위원
- 민주평화통일자문회의 중랑구협의회 위원
- 면목본동·면목2동·면목5동·상봉2동 주민자치회 고문
- 국민의힘 서울시당 중랑구 갑 차세대여성위원장
- 국민의힘 청년정책네트워크 대변인
- 국민의힘 청년정책네트워크 간사
- 중랑구 2022회계연도 결산검사위원장
- 제20대 윤석열 대통령 후보 선거대책위원회 2030분과 위원장
- 국민의힘 서울시당 중랑구 갑 당원협의회 여성부장
- 국민의힘 중앙위 여성위원회 부위원장
- 2022.07 ~ 2025.02 제9대 서울특별시 중랑구의회 의원
- 2022.07 ~ 2024.07 제9대 서울특별시 중랑구의회 전반기 행정재경위원회 위원
- 2022.07 ~ 2024.07 제9대 서울특별시 중랑구의회 전반기 예산결산특별위원회 위원
- 2023.10 대통령직속 민주평화통일자문회의 청년운영위원회 위원
- 2024.07 ~ 2025.02 제9대 서울특별시 중랑구의회 후반기 행정재경위원회 위원
- 2024.07 ~ 2025.02 제9대 서울특별시 중랑구의회 후반기 의회운영위원회 부위원장

## 수상
- 2024 서울특별시구의회의장협의회 지방의정대상

## 역대 선거 결과
| 실시년도 | 선거      | 대수 | 직책   | 선거구                  | 정당     | 득표수  | 득표율          | 순위 | 당락 | 비고           |
| -------- | --------- | ---- | ------ | ----------------------- | -------- | ------- | --------------- | ---- | ---- | -------------- |
| 2022년   | 지방 선거 | 9대  | 구의원 | 서울 중랑구 (다 선거구) | 국민의힘 | 8,747표 | \| \| 23.63% \| | 2위  |      | 초선, 민선 8기 |
|          | 23.63%    |      |        |                         |          |         |                 |      |      |                |